# Вагон метро 81-717КМ/714КМ
Вагони серії 81-717КМ (головний) та 81-714КМ (проміжний) (серія 81-717/714, Київський Модернізований) — модернізована в електродепо «Оболонь» версія вагонів серії 81-717/714. Потяг формуєтся із головних вагонів 81-717КМ, переобладнаних з 81-717 та проміжних 81-714КМ, переобладнаних з 81-714.

## Галерея

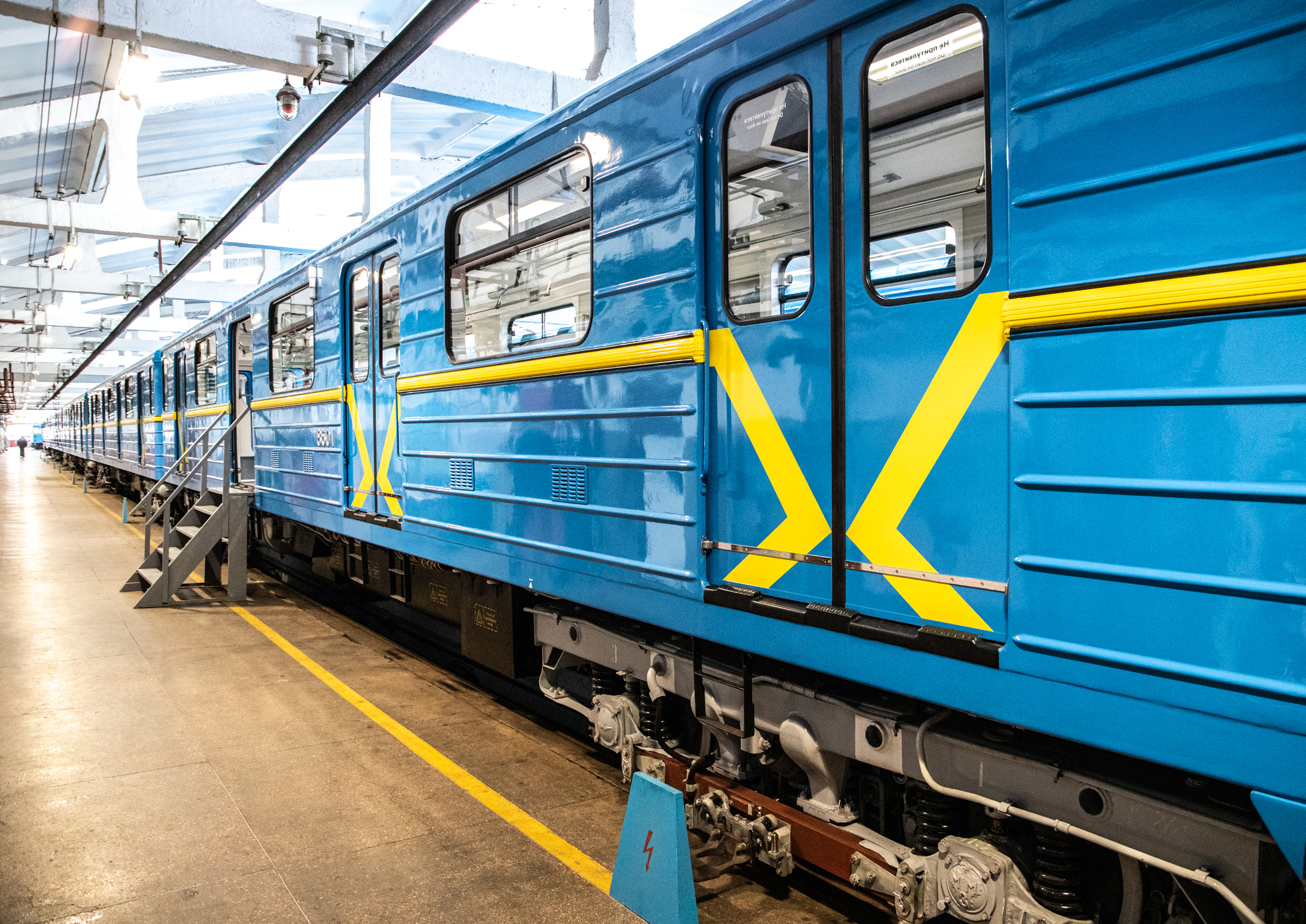
Вид збоку
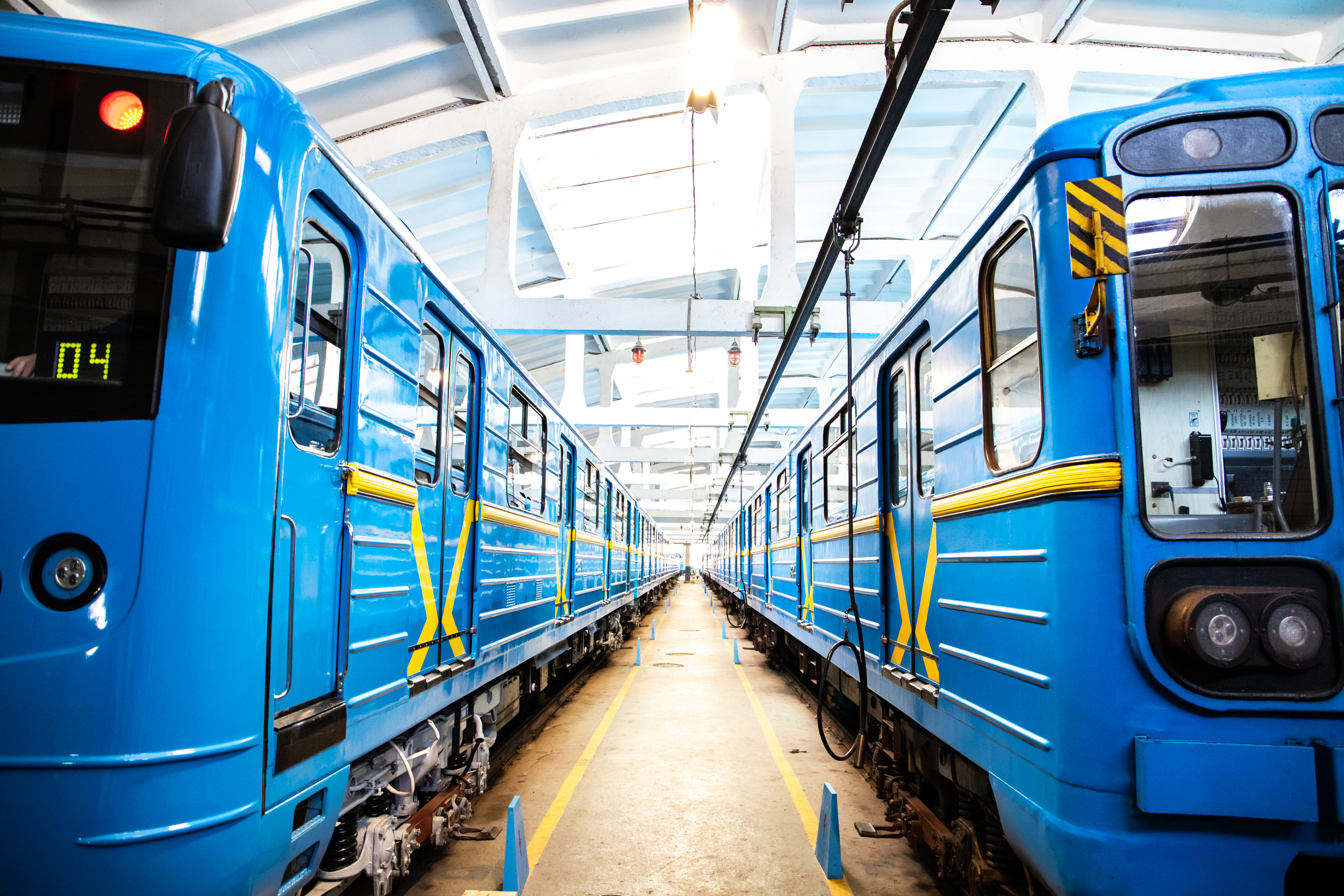
81-717КМ (ліворуч) і 81-717 (праворуч)
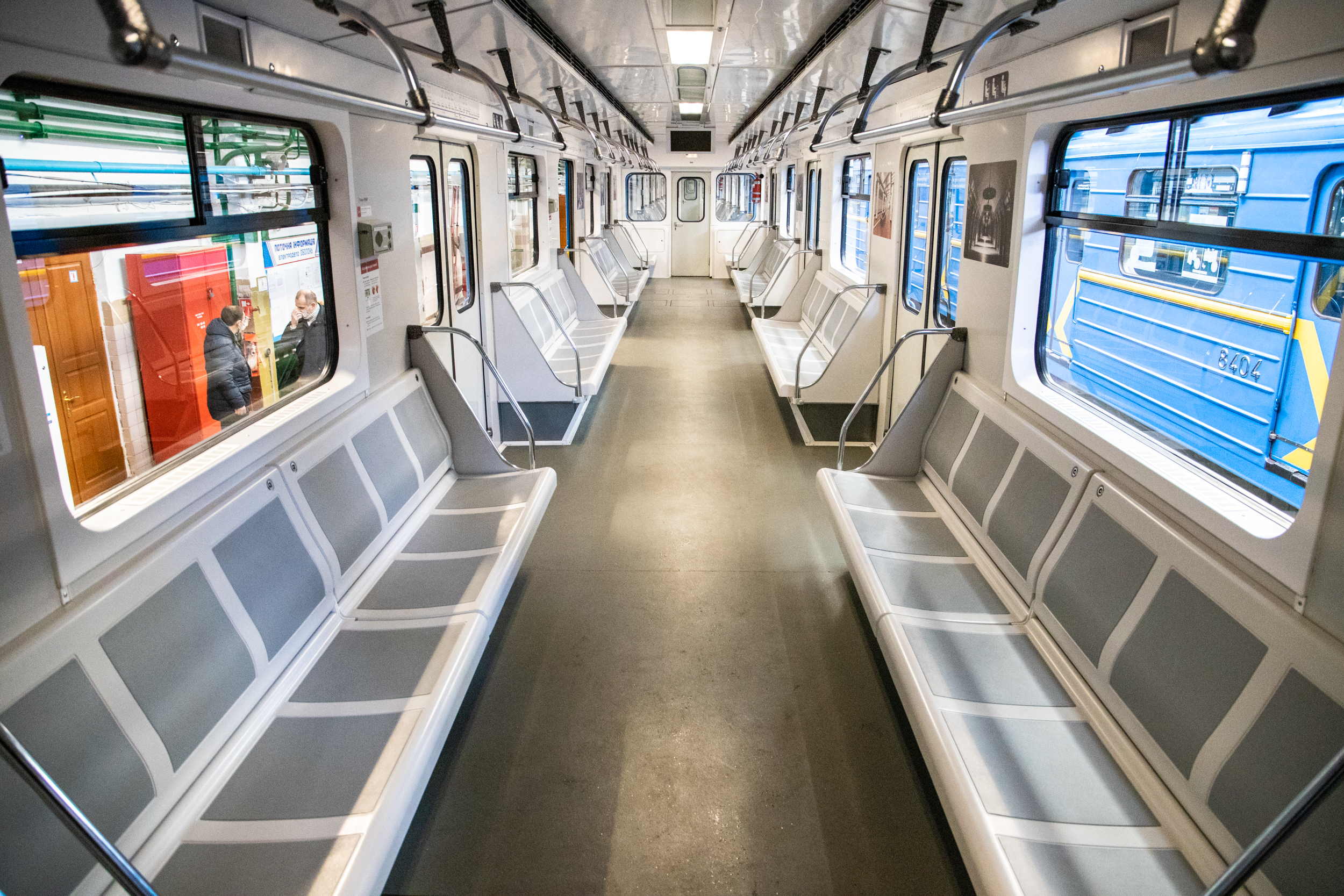
Салон вагону
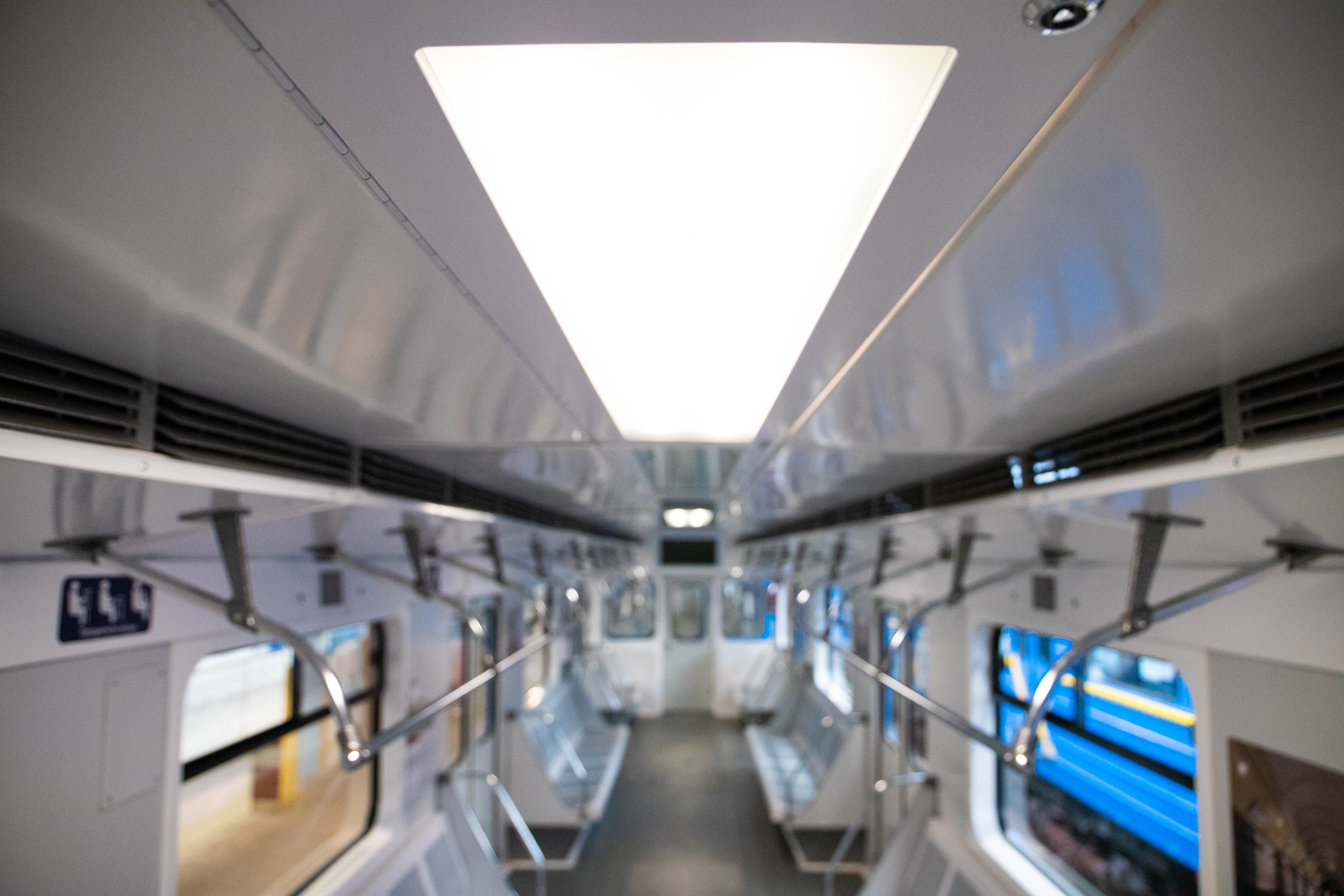
Стеля в салоні
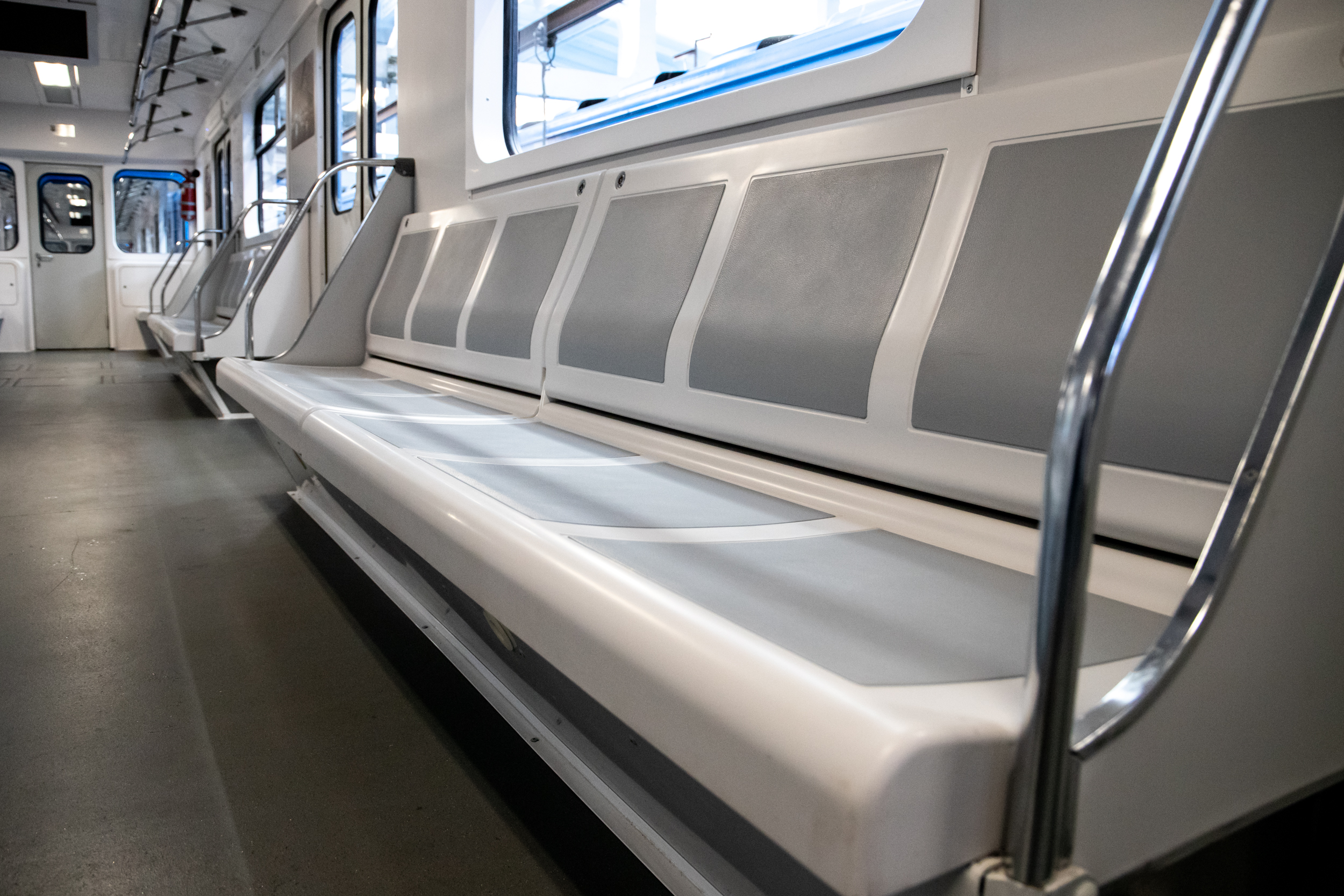
Сидіння в салоні
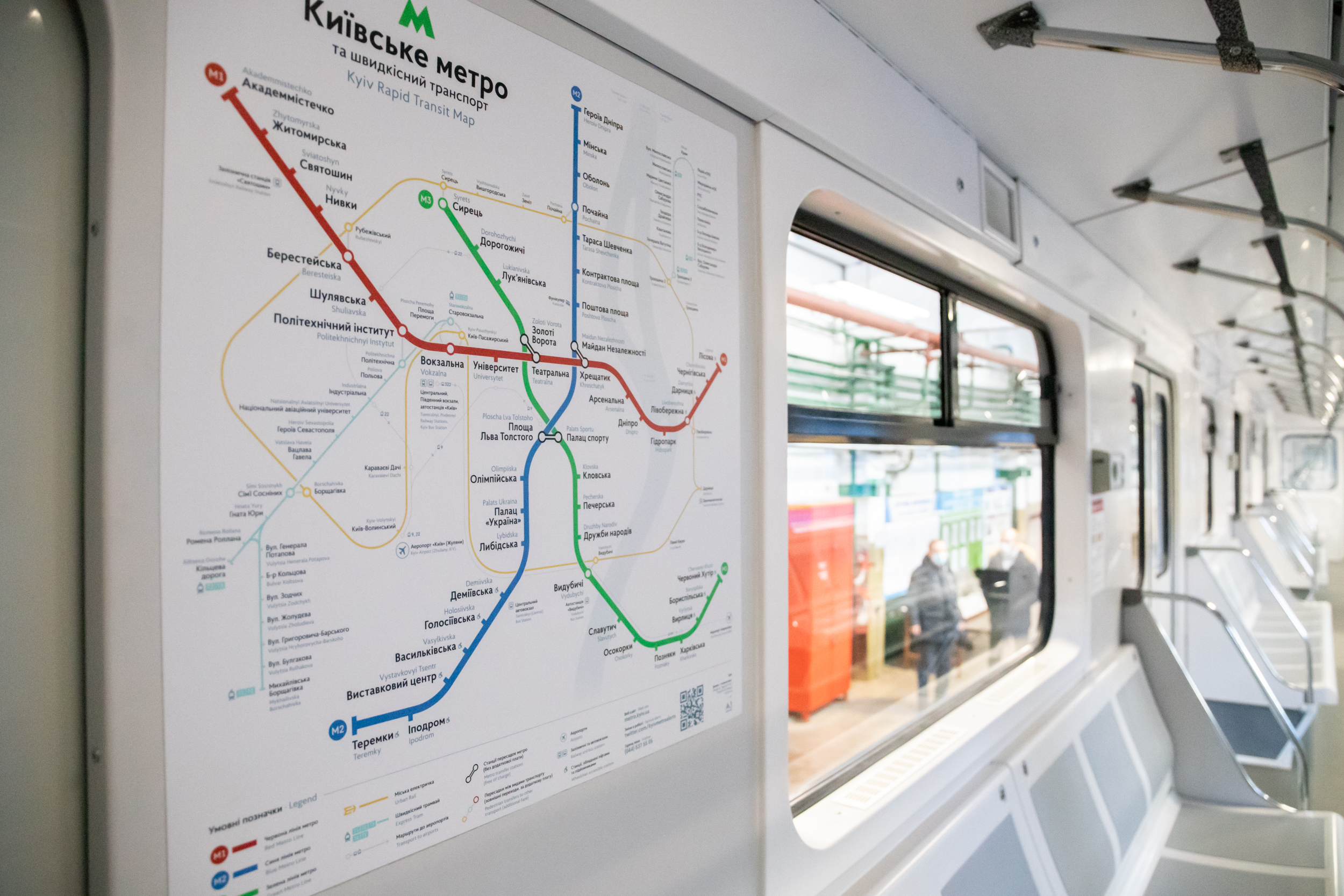
Схема ліній
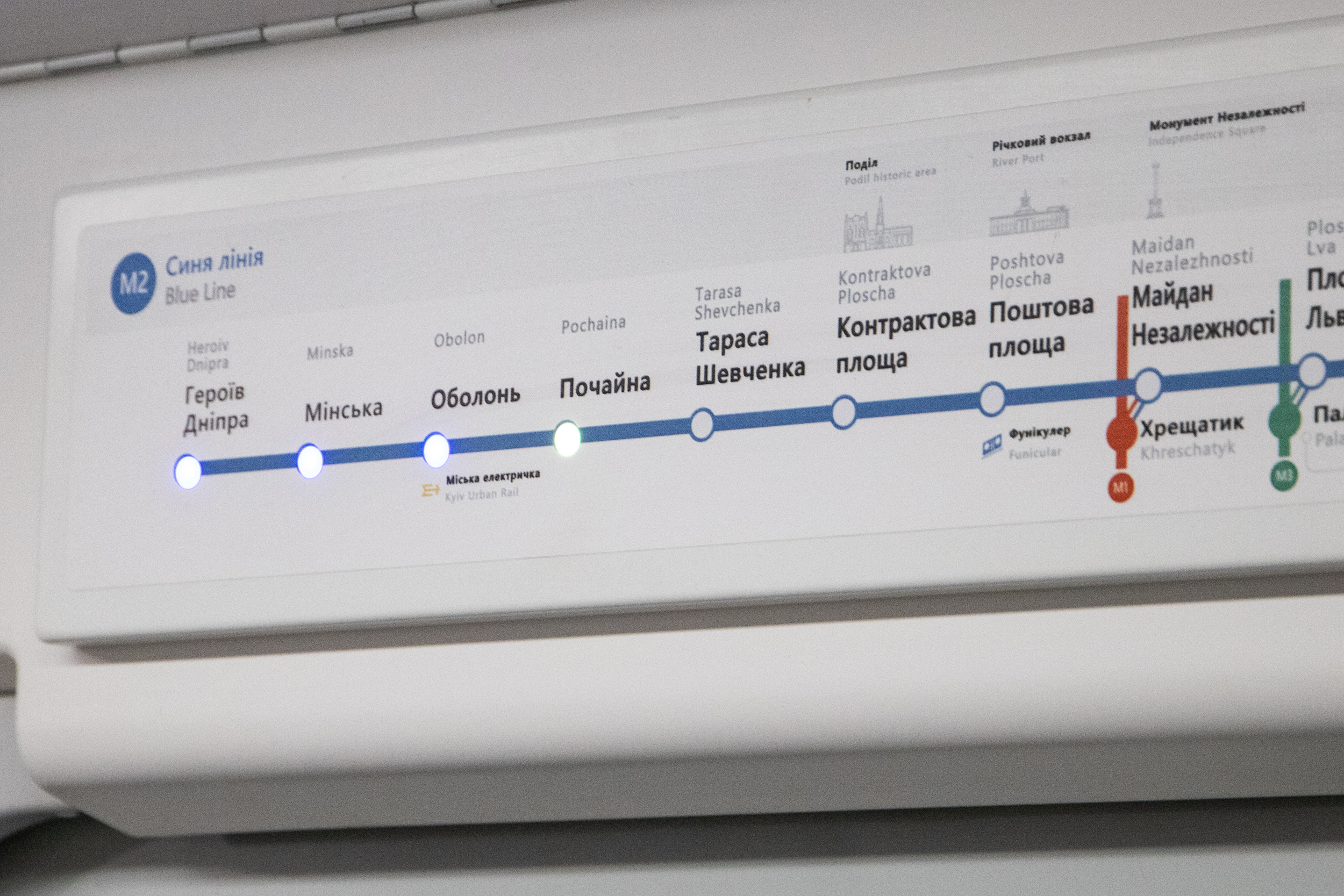
Схема лінії над дверима
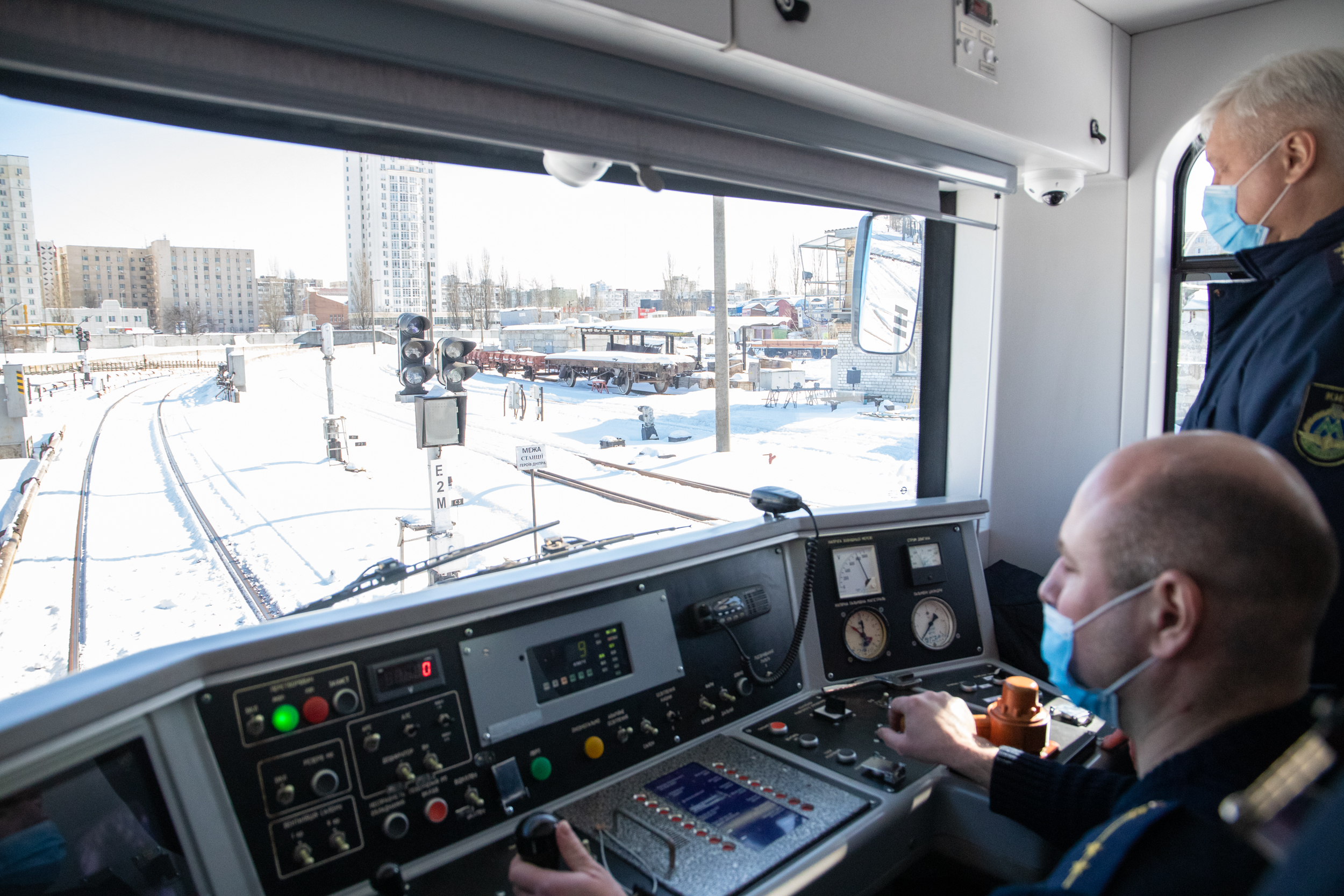
Кабіна машиніста

## Особливості
Поїзд відрізняє те, що частина схем ліній над дверима електронні, а не паперові.

## Конструкція
Модернізований електропоїзд складається з двох головних вагонів 81-717КМ і проміжних 81-714КМ. Конструкція нагадує поїзд Е-КМ